# 中央競馬中継
中央競馬中継（ちゅうおうけいばちゅうけい）は、グリーンチャンネルで中央競馬の開催日に放送されている競馬中継番組である。放送時間は、中央競馬開催日（原則として土曜日・日曜日）の9時から17時。

## 概要
グリーンチャンネルの2チャンネル方式を生かし、中央競馬の全レースをライブで放送する「中央競馬全レース中継」（グリーンチャンネル・BSグリーンチャンネル）と各競馬場の各レース出走馬全頭のパドックでの様子をたっぷり放送する「中央競馬パドック中継」（グリーンチャンネル2）の2番組を同時放送している。なお、主場2場開催時は「中央競馬全レース中継」として全レース生中継での放送となり、2つのチャンネルとも同一内容での放送となる。
2009年10月以降「スカパー!HD」にてハイビジョン放送が開始されたが、それ以前に競馬場の場内中継に関しては順次機器を更新し、ハイビジョン化されている。
電子番組表では便宜上、13時を区切りに「午前の部」（9時から13時）「午後の部」（13時から17時）に等分している。

## 中央競馬全レース中継・パドック中継
2011年10月から放送開始されるBSグリーンチャンネルの1チャンネル体制に合わせて、2000年からのEAST・WEST体制を改め、2011年7月より「中央競馬全レース中継」（旧・EAST）と「中央競馬パドック中継」（旧・WEST）の2チャンネル体制になった。
この体裁は、2009年に放送機器のハイビジョン化を実施する工事を行うにあたって、暫定的に行った「レースチャンネル」（当時のEASTチャンネル）と「情報チャンネル」（当時のWESTチャンネル）の体裁（後述）をほぼ踏襲したものである。
なお、2020年の「無観客競馬」実施期間については、後の特記事項で補足する。

### 中央競馬全レース中継
中央競馬の全レース（最大36レース）を生中継する番組。全開催競馬場のオッズやパドック（1周）や結果・払戻金などの情報を放送している。
従来の中央競馬中継の体制と同じで、曜日・時間帯ごとの交代で、スタジオ進行2名（男女1人ずつ）、現地パドック解説・進行1名ずつの布陣。
あらかじめ2場開催時にはパドック中継を行わず、2チャンネルとも全レース中継の放送になる。これは祝日開催、平日の代替開催、続行競馬の場合でも同様。BSでも全レース中継のみである。レース実況はラジオNIKKEI『中央競馬実況中継』を使用している。
全レース中継におけるパドックは全レースで行い、基本1周のみ放送。また、1レース前と最終レース終了後にパドック解説者・進行がスタジオと中継を結ぶほか、レースによってはパドック解説者とスタジオが中継することがある（解説者は声のみ）。また、本馬場入場は重賞・メインレースや、2場開催時のほとんどのレースなどで放送される。
薄暮開催時は午後の部を拡大し、放送される。2010年までの放送体裁では、『中央競馬中継EAST』（現在の全レース中継相当）のチャンネルの時間枠を拡大していた（2011年は東日本大震災による日程変更で3月・4月の準薄暮開催以後は薄暮開催を中止）。
2012年以後、薄暮開催が事実上日本ダービー当日に限り復活（当日の最終競走・目黒記念が薄暮開催の対象競走）してからは、全レース中継のチャンネルの放送時間を17:30までに拡大している。
2024年は、暑熱対策の一環で夏の新潟開催でも薄暮開催が行われる事となったため、全レース中継のチャンネルの放送時間を7月27日・8月3日は19:00まで、28日・4日は19:30までに拡大した。28日・4日は地方競馬中継日曜版の放送が休止になった関係で、地方の重賞レースの中継も当番組で行われた。2025年は、前年同様の理由で7月26日～8月17日の夏の新潟開催と中京開催にて薄暮開催が行われる事となったため、同様の編成になる。
また、『グリーンチャンネル地方競馬中継』が放送開始の2012年4月以降、地方競馬のダートグレード競走を全レース中継内で生中継することもあるが、近年はナイター競走や薄暮競走を通年で実施する競馬場が増えているため、当番組内で地方競馬中継を盛り込む機会はごくまれになった。こちらも発走時間に応じて、放送時間を延長して中継される場合がある。レース中は各場のレース数・タイム・上位3位までの馬番等を表示している。
ただし原則毎年12月第2日曜日の「香港国際競走」が行われる日は、中央競馬の開催と重複する時間帯に行われる「香港ヴァーズ」と「香港スプリント」については当番組の「全レース中継のチャンネル」で放送し、「香港マイル」と「香港カップ」は当日の中央競馬全競走の終了後に当たるため、「全レース中継」は放送時間を概ね16:30頃まで短縮し、それ以降は別枠の特別番組扱いで後半2レースを生中継する。同様に、原則毎年4月最終日曜日の「香港チャンピオンズデー」が行われる日は中央競馬と重複する時間帯に行われる「チェアマンズスプリントプライズ」については当番組の「全レース中継」で放送し、「チャンピオンズマイル」と「クイーンエリザベス2世カップ」は中央競馬全競走の終了後のため、「全レース中継」を短縮し、それ以降は別枠の特別番組で生中継する（この場合は「地方競馬中継」日曜版は休止となるほか、パドック解説者によるレース回顧など、全レース終了後の一部コーナーも時間の都合で省略される）。
以前は、GI開催時の馬体重発表時にカシオペアの「ファイトマン」をBGMに流してから紹介していた。
中継の合間には、重賞レース出走馬の参考レースや、関係者インタビュー「タートピッ!（ターフトピックス）」、日曜日のGI優勝馬関係者への電話インタビューなどもある。
2022年2月5日からBSグリーンチャンネルにてデータ放送の試験放送を行い、4月2日から本放送を開始した。

### 中央競馬パドック中継
3場開催時に全レースのパドックを1〜2周にわたり放送する。その他、参考レースVTR、調教VTR、本馬場入場なども放送する。パドック中継に出演するのは、スタジオナビゲーター（1名）のキャスターの声の出演のみ。レースを中継することはない。またBSや一部のケーブルテレビでは視聴できない。
このパドック中継に出演する東西主場の解説者・アシスタント（東京・中山・京都・阪神の出演者のみ）は、午前の部であれば第1競走前に当日の重賞競走・および重賞以外の当該地区のメイン競走や注目競走についての展望を、午後の部の担当者は最終競走終了時に、主に担当する地域のメイン競走（GI当該日は地区に関係なくGIを優先）を中心にレースの振り返りと翌日（当該週の開催最終日は翌週）の重賞展望を、全レース中継のチャンネルで顔出し出演する。原則として第3場開催の解説者・アシスタントは全レース中継に顔出しの登場はしないが、例外として中京のG1開催日と夏季の北海道シリーズの重賞開催日は解説者の顔出しでの出演の場合がある。
基本的に土・日曜のみで、平日開催（天災による代替・続行、および予め祝日を利用した開催を含む）ではマルチ編成を行わない日があるため、3場開催であってもパドック中継を行わない場合がある。なおパドック中継は全レースの発走終了のタイミングで実質的に終了し、残りの時間帯は環境映像を放送している。
2017年9月24日は、2会場での開催であるため午前中は通常の1・2同時放送であるが、午後の部はパドック中継用の第2チャンネルで『JRA-VAN Presents 「紅白うま合戦〜馬券実況中継」』と題して、グリーンチャンネルに出演する競馬解説者4人（須田鷹雄、市丸博司、荘司典子、津田麻莉奈）が紅白2人ずつに分かれてJRA-VANのサービスを活用した馬券予想対決の様子を放送する。以降この企画は、2018年の第2回から小堺翔太を進行役に迎え、多少のメンバーの入れ替わりもありながら毎年継続されている。

### その他
現在のタイトルは「全レース中継」はドット柄のデザインから競走馬をイメージしたもの、「パドック中継」は競馬場のパドックトラックをイメージしたものである。パドック中継のチャンネルではレースの実況を行わないので、レースの発走時刻が迫ってきたらスターターをイメージしたCGのキャラクターが画面に表示され、「全レース中継」を視聴するように促す。またチャンネルを示すチャンネルロゴ表示は通常、「GREEEN CHANNNEL」のロゴだけだが、競馬中継の放送中は「全レース中継」は「RACING」と競走馬のレース中の姿勢のシルエット、「パドック中継」は「PADOCK」と競走馬の立ち止まる姿勢のシルエット（それぞれゴシック体の英字は大きめに出す）を表示する。
2013年9月16日は祝日を利用した3日間開催として中山・阪神での競馬開催が予定されていたが、台風第18号の接近による公正・安全な競馬開催確保が困難であることや、阪神については周辺高速道路の通行止めなどにより出走馬の移動が困難であるという理由で6時台に両競馬場とも開催中止となったことから、急きょ前座として放送される予定だった『明日の勝ち馬検討社』『月曜競馬展望KEIBAコンシェルジュ』の9月15日放送分の再放映を含めて中継・関連放送を休止し、サマープログラム『2013上半期重賞リプレイ』『寺山修司没後30周年特別番組』『達人阿藤快が行く夏のみちのく万馬券の旅!』『うまカレが働く!北海道、汗と涙の牧夫体験』、同年1月〜3月に放送された『ターフからの贈り物・全12話一挙放送』などにそれぞれ差し替えられた。

## 過去の中央競馬中継

### 1チャンネル時代
1994年10月にグリーンチャンネルがCSアナログ放送（スカイポート、CS BAAN）で試験放送を開始したことに伴い放送開始。1996年9月のパーフェクTV!放送開始、1997年12月のディレクTV放送開始に伴う形で両プラットフォームでの放送も開始した。

### EAST・WEST時代
2000年1月より、スカパー!において従来のch.388（現：グリーンチャンネル）に加えch.389（現：グリーンチャンネル2）が増設され、東日本（東京競馬場・中山競馬場・福島競馬場・新潟競馬場）のレースを生中継する『中央競馬中継EAST』（ch.388）と西日本（京都競馬場・阪神競馬場・中京競馬場・小倉競馬場）の競走（レース）を生中継する『中央競馬中継WEST』（ch.389）の2番組を同時放送する体制となった。
担当するエリアと異なる競馬場のレースは後半4レースのみ、あるいはメインレースのみ生中継しその他のレースはVTRによる時差放送となる。また、担当するエリアと異なる競馬場のパドックは2007年度からはメインレースと最終レースのみ（なおメインレースのみ放映の競馬場はメインのみ、薄暮開催の夏の小倉開催については『EAST』では小倉競馬のパドックを後半3レース）となる。
夏期に開催される北海道（札幌競馬場・函館競馬場）のレースは、『EAST』・『WEST』ともに中継を行う。また薄暮競走の行われる日は『中央競馬中継はくぼ』として『EAST』を17時30分まで延長して放送を行うが、進行役（中継キャスター）は土曜日が『WEST』の午後の出演者が担当し日曜日は『EAST』の午後の出演者が担当する。ただし主場が台風等の災害のため中止になった場合は、開催されている主場の担当チャンネルのキャスターが引き続き『はくぼ』も担当する。
2007年8月の馬インフルエンザ騒動での中止のときは『WEST』の放送を休止にし、『EAST』のグリーンチャンネルで競馬関連番組のVTR構成に差し替えた。
また2009年6月には前述のハイビジョン放送への拡充工事を実施する都合上従来の『EAST』では『レースチャンネル』としてそれぞれの競走のレースの実況中継、『WEST』では『情報チャンネル』としてパドックや本馬場での返し馬、オッズ・払戻金情報を放送した。
そして、同年10月よりスカパー!HD（現：スカパー!プレミアムサービス）にて、ハイビジョン放送を開始（EAST ch.688/WEST ch.689）。
2010年1月からは主場2場開催時は原則として、『中央競馬中継』として全レース生中継での放送となり、EASTとWESTは同一放送となる。ただし、主場2場開催時の中山金杯・京都金杯、フェブラリーステークス、日本ダービー、安田記念、秋華賞、ジャパンカップの週および3場開催時は従来通りに「中央競馬中継EAST」と「中央競馬中継WEST」のに分かれて放送する。なお、当初から3競馬場で開催されることが決まりながら、天災による中止が生じ2競馬場以下で行われることが決まった場合、2チャンネル同時中継となる場合もある（同年10月30日が該当で、台風直撃による東京競馬の開催中止により急遽福島と京都開催を同じ内容・2チャンネル同時放送に変更した事例がある）。
2011年10月から放送開始するBSグリーンチャンネルの1チャンネル体制に従い、同年7月より『全レース中継（旧：EAST）』・『パドック中継（旧：WEST）』体制に移行した。
オープニング画面では『EAST』・『WEST』ともにメインとなる競馬場の映像からオープニングへと切り替わり、方位磁針が動きながら方角を知らせる矢印がそれぞれ東と西にくるとそれぞれ「EAST」「WEST」と表示される。

## 配信媒体
- スカパー!プレミアムサービス

グリーンチャンネル=ch.688 中央競馬全レース中継（旧EAST&はくぼ）
グリーンチャンネル2=ch.689 中央競馬パドック中継（旧WEST）
開催日によって例外あり。上述参照
- BSデジタル放送（スカパー!）

ch.234 中央競馬全レース中継
2011年10月1日放送開始。
- ケーブルテレビ

各局で異なる。2番組同時の配信となる場合と、『全レース中継』（2011年6月以前は所属地区の競走を放送するチャンネル）のみを配信する局がある。セットトップボックスの機器の都合によりBS再配信ができないチャンネルも多い。
- IP放送・光放送

スカパー!プレミアムサービス光、auひかり（旧・ひかりone）、ひかりTVにて提供。なお不定期で行われる無料のノースクランブル放送は、スカパー!プレミアムサービス光を除いて対象外である。
- グリーンチャンネルWeb

パソコン、スマートフォン、タブレット端末で、グリーンチャンネル及びグリーンチャンネル2、開催競馬場が視聴できる。ただし、30秒ほどの遅延がある。
- 競馬場・WINS内

場内の一部モニターと指定席に設置されているモニターで、中央競馬全レース中継が再配信されている。FMを使った音声の再送信も行われている競馬場があるが、西日本の競馬場についてはEAST/WEST時代の名残で、パドック中継の再送信になっているところがある。

### 特記事項
- 無観客競馬実施期間の放送について

- 無料放送について

2020年2月末から同12月末までは、競馬場への入場が禁じられた無観客開催、ないしは事前の指定席購入者限定の制限入場、並びに、各地の場外馬券売場の発売レース数制限が敷かれていることを受けて、暫時的にスカパー（BS）、スカパープレミアムサービス（光）（CS）、一部を除くケーブルテレビ局で全編無料放送が行われた。
2021年1月から、全編無料はBSのみ（スカパープレミアムサービス（光）、ケーブルテレビ、および従来から有料配信だったひかりTV、auひかり、グリーンチャンネルウェブ・モバイルは全編有料）となった。
しかし、同年7月から無料放送は土・日の午前の部（9時から13時）、並びに平日開催日（平日が祝日と重複する場合も含む）の全編のみとし、土・日の午後の部（13時から17時）は有料放送に戻すことになったが、BS11（BSイレブン競馬中継・土・日 12:00 - 17:30のうち、右記各局の中継時間帯を除く）・BSテレ東（ウイニング競馬・土 14:30 - 16:00）・BSフジ（BSスーパーKEIBA・日 原則15:00 - 16:00）の無料BSでの放送も行われるため、それらを使ってのリレー視聴もできるとの説明がある。

### 配信終了
- スカパー!プレミアムサービス ch.388, ch389（2013年末をもって標準画質放送終了のため）
- モバHO!

ch.081 『EAST』と『はくぼ』のみ（3日間開催の月曜日は、ch.001）
『WEST』は、3日間開催の月曜日に関東主場の開催が無い場合に限り放送。関西のレースは中継しないため、それを補完する意味でラジオNIKKEI第2放送の『中央競馬中継』を音声のみ放送していた（ch391。2009年3月29日の開催を以て終了）。
- スカイポート
- CS BAAN
- ディレクTV
- 4th MEDIA
- オンデマンドTV
- OCN シアター

以上の光放送・IP放送各3媒体は、ひかりTVへの統合により配信終了となった。

## 中継キャスター
- 中央競馬全レース中継 （通常のスタジオ番組スタイル）

2024年1月からの体制。
- 土曜午前：清水久嗣・栗林さみ
- 土曜午後：吉原完・梅澤真理子
- 日曜午前：小堺翔太・各務梓菜
- 日曜午後：伊藤政昭・岡部玲子

なお、年初の東西金杯・年末のホープフルステークスの開催日が平日の放送となる場合、また祝日開催を含む3日間連続開催が実施される際の土日以外の放送日の体制は都度変更となる。
- パドック中継については2020年3月以後は特定のナビゲーターの担当はない。（後述）

### パドック進行
最初と最後のクロストーク（顔出し）は、東京・中山・京都・阪神開催時のみ。
- 東京・中山
  - 梅田陽子
  - 石川彩夏
  - 荒井沙織
  - 前田梨紗
  - 石川晴香（2024/11/09 - ）
  - 平野詩乃（2024/11/16 - ）
  - 高橋真帆（2025/03/08 - ）

- 京都・阪神
  - 寺本章子
  - 岩田泉未
  - 藤原美佳
  - 竹内千景
  - 芥田真奈美（2025/02/16 -）

- 札幌
  - 岸春江
  - 田岡みゆき

- 函館
  - 犬童いづみ
  - 安澤智子

- 新潟
  - 遠藤千津
  - 石濱里奈
  - 中村ちひろ

- 福島
  - 渡邊えみ
  - 加藤佳美

- 中京
  - 石黒志伸
  - 百瀬優子
  - 榎本恋子（2025/1/18 - ）

- 小倉
  - 鍋島世理呼
  - 折川沙耶花
  - 髙倉麻衣子

## 過去の出演者

### 中継キャスター
- 土居壮[21]
- 大山尚雄
- 芦谷有香
- 高瀬有紀子
- 領家華子
- 浅野靖典
- 神田和佳
- 石山愛子
- 青山絵美（パドック司会担当を経て完全に降板）
- 小島友実
- 梅田陽子（現在はパドック司会担当）
- 関野浩之
- 小倉勝茂
- 水野由加里（パドック司会担当を経て完全に降板）
- 村瀬美希
- 三遊亭五九楽
- 山本潤
- 小川真由美
- 吉本靖
- 星野涼子
- 荘司典子
- 築山可奈
- 松岡俊道
- 黒澤ゆりか
- 石岡真衣
- 梅中悠介
- 小泉恵未
- 東優花
- 砂岡春奈
- 坂田博昭
- 秋田奈津子
- 佐藤美樹
- 大澤幹朗
- 黒澤詩音

#### パドック中継
パドック中継のナビゲーターは声の出演のみの担当で、下記は2020年1月からの体制だったが、コロナによる制作規模の見直しにより同年3月以後はナビゲーターなしの放送となった（のちに、黒澤は2021年より2023年まで土曜午前の全レース中継を担当していた）。
- 黒澤詩音：土曜午前
- 山本愛子：土曜午後
- 吉村優：日曜午前
- 武裕美：日曜午後

#### 2011年6月時点でのキャスター
『全レース中継』・『パドック中継』体制移行前。
- EAST
  - 土曜午前：吉本靖・青山絵美
  - 土曜午後：三遊亭五九楽・梅田陽子
  - 日曜午前：大澤幹朗・山本潤
  - 日曜午後：坂田博昭・荘司典子

- WEST
  - 土曜午前：小倉勝茂・水野由加里
  - 土曜午後：関野浩之・岡部玲子
  - 日曜午前：伊藤政昭・村瀬美希
  - 日曜午後：松岡俊道・小川真由美

### スタジオ解説者
EAST
- 阿部幸太郎（競馬評論家）
- 棟広良隆（競馬評論家）
- 水上学（競馬評論家）
- 市丸博司（パソコン競馬ライター）

WEST
- 津田照之（ホースニュース・馬→競馬エイト）
- 武田和則（中日スポーツ）
- 田崎泰（優馬=セイコー馬券教室）

東西統一後
- 岡田繁幸（日本ダービー・有馬記念開催日）

## 関連番組
- 今日（今週・先週）のレースリプレイ

開催当日の夕方と深夜は「今日のレースリプレイ」、月曜未明は「今週のレースリプレイ」、月曜夜は「先週のレースリプレイ」とそれぞれタイトルを変えている。
番組では1会場・1日につき30分の時間を割り当て、各競馬場開催日ごとの全レースの実況録画中継をノーカットで送り、さらにそのレースの結果（上位5着までの詳細な結果と払い戻し、全出走馬の着順）を発表する。
- ザ・パトロールビデオ
- 先週の結果分析

## 3D生中継
2010年11月28日、ジャパンカップ（東京競馬場）の創設30周年記念事業の一環として「LIVE IN 3D 第30回ジャパンカップ」と題した公開放送のイベントを行った。これはスカパー!3D（169ch）で生中継するもので、日本の競馬史上初の3D映像を駆使した実況放送を開催したほか、東京競馬場の特設会場のほか、有楽町マリオン、新宿駅西口の「スカパー3D Cafe」でも公開された。司会に岡部玲子、梅田陽子、実況・解説に古谷剛彦を迎え、ジャパンカップのほか、アンダーカードである「キャピタルステークス」、「東京ウェルカムプレミアム（エルコンドルパサーメモリアル）」を含め3レースの実況を行った。